# Death Row Records
Дет роу рекордс (енгл. Death Row Records) је издавачка кућа коју су 1991. основали Шуг Најт и Др. Дре. Некада је била дом за нека од највећих реп имена као што су Тупак Шакур, Др. Дре, Снуп Дог и Да Дог Паунд. Дет роу је продала скоро 50 милиона примерака својих издања широм света. Иначе Death Row је затворска ћелија у коју су смештени осуђеници на смрт. 

## Почеци
Док је Др. Дре покушавао да напусти Ратлес рекордс, један његов пријатељ га је упознао са Шуг Најтом, који је тада био телохранитељ познатима. Дре, Најт, Д. О. Ц. и Џон Пејн су се договорили да оснују сопствену издавачку кућу, коју су намеравали назвати Фјучр Шок Рекордс, али су променили име у Дет роу рекордс. Оснивању је финансијски помогао Интерскоп Рекордс, у замену за дистрибуцију Дет роу издања.
Кружиле су гласине да је Дет роу основан углавном захваљујући новцу који је Најту дао осуђени дилер дроге Мајкл „Хари-О“ Харис. Најт је ово оштро демантовао, и 2006. Најт и Дет роу су тужили Хариса за покушај изнуђивања и уцене. 
Прво издање куће био је The Chronic, деби албум Др. Дреа, децембра 1992. Албум је доживео огроман успех, а 1993. изашао је први албум Снуп Дога, Doggystyle, који је постао више пута платинасти. Такође, 1994. Дет роу је избацила саундтраке за филмове Изнад Обруча и Снупов Убиство је био случај. 

## Ране критике
Са успехом, дошле су и критике. Уз огроман успех Др. Дреа и Снуп Дога, Дет роу су у медијима напали активисти појединих група и неке јавне личности, због уздизања насиља које је повезано са Гангста репом. Напади медија нарочито су нарасли у лето 1995. мало пре изласка дуго најављиваног албума Dogg Food, од групе Да Дог Паунд. Све то довело је до одгађања изласка албума до јесени. 

## Тупаково приступање
Шуг Најт је крајем 1995. године платио кауцију за Тупака и тако га извукао из затвора, а овај се обавезао да ће за Дет роу снимити три албума. У то време, Тупак и Дет роу су делили заједнички презир према издавачкој кући Бед Бој Рекордс, њеном власнику Паф Дедију и највећој звезди Ноторијус Б. И. Г.-у. 
Након што је Тупак изашао из затвора, одмах је почео рад на новом албуму, који је изашао фебруара 1996. под називом All Eyez On me, и који до данас представља највећи успех ове издавачке куће. Међутим тензије између Тупака и Бигија су расле и постале оно што је названо реп рат Источна обала/Западна обала. Многи чланови Дет роуа су прозивали извођаче са истока, међу којима и Моб Дипа, Наса, Џеј-З-а, Паф Дедија и Ноторијус Б. И. Г.-а.
Неки чланови Дет роуа, који се нису желели мешати у сукоб, нашли су се под Тупаковим ударом. Тупак је нападао и Др. Дреа, зато што није сведочио у корист Снуп Дога, на његовом суђењу и зато што се није желео мешати у сукоб Исток/Запад. Такође, мало пре Тупаковог убиства, Снуп се сукобио са њим јер је изјавио да воли и поштује Бигијеву музику. 
Без обзира на сукоб, Шуг је планирао да у Њујорку отвори подружницу Дет роуа под именом Дет роу Исток. У једном интервјуу, Тупак је изјавио да намеравају да потпишу уговоре са извођачима као што су Биг Деди Кејн и Wu-Tang Clan. Али, до отварања никада није дошло.
Тупак је убијен у Лас Вегасу, септембра 1996. док се возио заједно са Шугом на сувозачевом месту. Убрзо након тога Шуг је осуђен на девет година затвора због кршења условне казне. Као резултат свега тога, Дет роу је практично нестала са реп сцене.

## Након 1996
Августа 1997. Интерскоп Рекордс је продао своје акције у Дет роуу и раскинуо све везе са овом компанијом. До 1998. многи извођачи су напустили кућу. Оно што је спасило Дет роу јесте чињеница да је она задржала власништво на оригиналним снимцима својих извођача, који су начињени за време док су они били под уговором. Ови снимци су и даље наставили да компанији доносе новац. 
2001. године Шуг Најт је променио назив фирме у Да роу рекордс.
Марта 2005. Најту је судски наређено да исплати Лидији Харис преко 200 милиона долара. Наиме, она тврди да је њен муж, краљ дроге Мајкл Харис, уложио у оснивање Дет роуа 1,5 милиона долара, у замену за 50% акција. 